# Gare de Perwez
La gare de Perwez est une ancienne gare ferroviaire belge, aujourd'hui fermée, de la ligne 147, de Tamines à Landen via Fleurus. Elle se situe dans la commune de Perwez dans la province du Brabant wallon en Région wallonne.
Le bâtiment de la gare a été réhabilité en marché local, salle d'expositions et appartements.

## Situation ferroviaire
La gare de Perwez était située au point kilométrique (PK) 35,20 de la ligne 147, de Tamines à Landen via Fleurus et Gembloux, entre les gares de Grand-Leez-Thorembais et de Petit-Rosière.

## Histoire
La Compagnie du Chemin de Fer de Tamines à Landen, concessionnaire du réseau de la croix de Hesbaye inaugure en premier la section de Fleurus à Landen, comprenant une gare à Jodoigne, le 15 octobre 1865. Les Chemins de fer de l'État belge rachètent la compagnie en 1871 conservent le bâtiment de gare dû aux architectes du Tamines-Landen.
La SNCB supprime les trains de voyageurs entre Fleurus et Landen le 4 octobre 1959, conservant juste un train quotidien de Gembloux à Ramillies jusqu'au 1er mars 1961. Des trains de marchandises continuant à arpenter cette section jusque Orp-Jauche en 1963, année où Perwez devient une gare en impasse raccordée au réseau jusqu'en 1971. Les rails, conservés pour des raisons stratégiques, sont finalement arrachés en 1989-1990.
Racheté par la régie des bâtiments, le bâtiment principal de la gare, réaffecté[Quoi ?] après la disparition des trains, n'était plus utilisé quand, en 2017, la commune décide demander à la région un subside de 1 320 000 € pour sa rénovation avec, au rez-de-chaussée, un marché du terroir dans des locaux pouvant être employés pour des expositions temporaires, avec des appartements pour personnes dans le besoin à l'étage.

## Patrimoine ferroviaire
La Compagnie du chemin de fer de Tamines à Landen a réalisé les plans du bâtiment des recettes, lequel était identique à celui de la gare de Jodoigne dans son état d'origine.
Il s'articule autour d'un corps central de trois travées sous bâtière transversale avec une toiture débordante et un œil-de-bœuf aux pignons longitudinaux. Les ailes latérales symétriques d'une seule travée à l'origine sous toit à deux versantsont été surhaussées d'un étage et dotées d'extensions. Une carte postale réalisée avant septembre 1904 montre une aile de service à toit plat sur sa droite et une seconde aile à toit en bâtière d'une travée espacée avec un œil-de-bœuf au pignon ; celui de l'aile attenante est percé d'une petite baie à arc en plein cintre.
Par la suite, la SNCB a agrandi ce bâtiment en portant la nouvelle aile gauche à la même hauteur et en remplaçant l'aile à toit plat par une construction à étage, moins haute que le reste de la gare, percé de huit à neuf petites fenêtres. Un portail d'entrée de trois travées s'ajoute à la partie centrale, côté rue, et les murs pignons sont remaniés : une petite fenêtre rectangulaire pour l'extension de droite ; une baie en demi-lune au niveau de l'aile droite plus ancienne et, côté gauche, une fenêtre semblables à celles du reste du bâtiment à chaque étage et une petite fenêtre rectangulaire au grenier.
La halle aux marchandises se trouvant de l'autre côté des voies a été réaffectée en buvette pour le club de pétanque ; la place de la gare, qui s'étend à l'emplacement des anciennes voies, sert de parking et doit être réaménagé avec des espaces verts.